# Ordre équestre du Saint-Sauveur du Mont-Réal

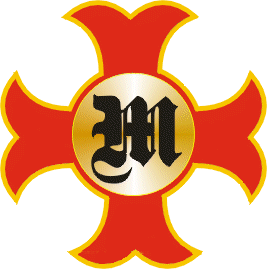
Croix ancrée de gueules, liserée d'or, portant en médaillon le « M » de Mont-Réal, actuellement en vigueur.

L'ordre équestre du Saint-Sauveur de Mont-Réal est un ordre militaire créé par Alphonse Ier d'Aragon, entre 1118 et 1128 (selon les sources), dans le double cadre de la Reconquista et des croisades. Cet ordre militaire tire son nom de la ville où il fut installé à sa création, Monreal del Campo. Son premier grand maître fut Gaston IV de Béarn.

## Histoire
Après ses victoires à Saragosse et Calatayud, Alphonse Ier d'Aragon fit bâtir la ville de Monreal del Campo pour y stationner une armée destinée à protéger la région contre les Almoravides ayant repris Valence. Les premiers chevaliers venus peupler la place-forte de Monreal del campo furent envoyés par Bernard de Clairvaux. Celui-ci leur ordonna d'observer et de garder la règle de l'ordre des pauvres chevaliers du Christ, à la différence près qu'ils pouvaient se marier. Selon les sources, ces chevaliers furent dits « de Monreal » dès 1124 ou seulement à partir de 1311 (Concile de Vienne examinant la question de la dissolution de l'ordre du Temple).
En 1128 (environ), l'archevêque Guillaume d'Auch (Guillaume II d'Andozile) confirme la création de la confraternité militaire de Monreal del Campo, dont il devient membre. Dans le mandement qu'il rédige, il accorde aux membres et aux donateurs de cet ordre l'absolution de tous leurs péchés,.
Alphonse Ier d'Aragon décida que les chevaliers du Mont-Réal se verraient attribuer un cinquième de toutes les prises qu'ils feraient sur les Maures. L'ordre fut rattaché à la couronne d'Espagne, tout comme les ordres de Saint-Jacques de l'Épée, d'Alcantara et de Calatrava.
Le chapitre de l'année 2017 s'est tenu le 20 mai dans la chambre du Roy des Hospices de Beaune.
L'ordre a fêté ses 900 ans d'existence en 2018, le samedi 9 juin, au château de Querfurt, en Allemagne. Ce château, qui est devenu le siège du prieuré d'Allemagne le 17 février 2017, accueille d'ailleurs une exposition permanente traitant de l'ordre.

## Héraldique et autres représentations

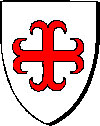
Croix ancrée de gueules.

À l'origine, les chevaliers de l'ordre du Saint-Sauveur de Mont-Réal portaient sur l'estomac une croix ancrée de gueules.
Le médaillon frappé de la lettre « M » pour Mont-Réal fut ajouté au XIXe siècle.

## Organisation
L'ordre est présent en Allemagne, en Belgique, aux Pays-Bas, au Luxembourg, en Espagne et en France. Chaque pays représente un prieuré, constitué de commanderies.
Le maître général dirige l'ordre, assisté d'un conseil magistral. Les prieurés sont dirigés par un prieur général. Les commanderies sont dirigées par un commandeur.
Depuis 1982, le maître général est André Girond de Saint-Waast.

## Activité hospitalière auXXIesiècle
Depuis 2016, le prieuré de France a intensifié son activité hospitalière concrète, notamment dans l'Ain. Les prieurés d'Allemagne et de Belgique sont également très actifs.